# Мазхар Осман паша Арнавуд
Мазхар Осман паша Арнавуд (на турски: Mazhar Osman Paşa, Arnavut) е османски офицер и чиновник. Заема валийски постове в империята. През юли 1854 година наследява Мехмед Решид паша Бошнакзаде като валия на Солунския еялет и остава на поста до септември 1855 година. А от септември 1858 до август 1859 година е валия на Скопие Умира в 1861 година.